# Sacoglottis guianensis
Sacoglottis guianensis är en tvåhjärtbladig växtart som beskrevs av George Bentham. Sacoglottis guianensis ingår i släktet Sacoglottis och familjen Humiriaceae.

## Underarter
Arten delas in i följande underarter:
- S. g. hispidula
- S. g. maior